# Riza Lushta
Riza Lushta (Kosovska Mitrovica, Sèrbia, 22 de gener de 1916 - Torí, Itàlia, 6 de febrer de 1997), va ser un futbolista albanès.

## Trajectòria
Lushta va començar la seva carrera futbolística en el KF Tirana, on va aconseguir tres campionats albanesos (1934, 1936, 1937) i la primera Copa d'Albània (1939).
El 1939 es va mudar a Itàlia, on va jugar amb Bari, Juventus FC (amb la qual va guanyar la Copa d'Itàlia 1941/42), Napoli i Alessandria. Després d'un parèntesi de tres temporades en l'AS Cannes francès, va tornar a Itàlia, jugant en tercera divisió amb l'AC Siena i en quarta amb Forlì i Rapallo.
En Sèrie A va disputar un total de 170 partits, marcant 68 gols. Amb la Juventus també va competir en el Campionato Alta Italia 1944, jugant 5 partits amb 5 gols.
Va morir a Torí als 81 anys, el 1997.

## Internacional
Ha estat internacional amb la selecció albanesa.

## Clubs
| Club           | País    | Any         |
| -------------- | ------- | ----------- |
| KF Tirana      | Albània | 1934 - 1939 |
| US Bari        | Itàlia  | 1939 - 1940 |
| Juventus       | Itàlia  | 1940 - 1945 |
| AC Napoli      | Itàlia  | 1945 - 1946 |
| Alessandria US | Itàlia  | 1946 - 1948 |
| AS Cannes      | França  | 1948 - 1951 |
| AC Siena       | Itàlia  | 1951 - 1952 |
| AS Forlì       | Itàlia  | 1952 - 1953 |
| AC Rapallo     | Itàlia  | 1953 - 1954 |

## Palmarès

### Campionats nacionals
| Títol            | Club        | País    | Any         |
| ---------------- | ----------- | ------- | ----------- |
| Kategoria i Parë | KF Tirana   | Albània | 1934        |
| Kategoria i Parë | KF Tirana   | Albània | 1936        |
| Kategoria i Parë | KF Tirana   | Albània | 1937        |
| Copa d'Albània   | KF Tirana   | Albània | 1939        |
| Copa d'Itàlia    | Juventus FC | Itàlia  | 1941 - 1942 |